# 레알 마드리드 C
레알 마드리드 클럽 데 풋볼 C(스페인어: Real Madrid Club de Fútbol C)는 레알 마드리드 C로 알려진 세군다 페데라시온 소속의 스페인 축구 구단으로 마드리드 시 외곽의 발데베바스 내 시우다드 레알 마드리드가 홈구장이다. 2014-15 테르세라 디비시온 일정이 끝난 후 유스 시스템 개편에 따라 해체하였으나, 2023년 재창단 하였다.

## 역사

### 레알 마드리드 아피시오나도스
레알 마드리드 아피시오나도스는 레알 마드리드의 아마추어 팀이었다. 1960년대, 팀은 11년 간 스페인 아마추어 컵 결승 6년 연속 진출 및 8번의 우승을 거두었다. 1970-71 시즌 코파 델 레이의 전신인 코파 델 헤네렐시모 예선에 출전하였다. 당시 팀은 같은 계열의 상위 구단인 레알 마드리드 카스티야보다 높은 성적인 2라운드에서 탈락하기도 했다. 팀의 마지막 컵 대회인 1986-87년 코파 델 레이에선 5라운드까지 진출하기도 했다. 리그는 1981년, 테르세라 디비시온의 전신인 프렌테예테 카스테야나로 승격하였고 최고 시즌이었던 1984-85 시즌엔 소속 그룹에서 1위로 승격 기회를 얻지만 플레이 오프에선 기권하였다.

### 레알 마드리드 C
스페인 왕립 축구 협회로부터 리저브 자격을 얻은 후, 1990년에 아마추어 팀에서 레알 마드리드 C로 이름을 바꾸었다. 1990-91 시즌엔 소속 그룹에서 우승하나 2부 리그에서 준우승을 거두었다. 2년 후, 세군다 디비시온 B 승격에 성공하였다. 1997년에는 레알 마드리드 B가 세군다 디비시온에서 디비시온 B로 강등됨에 따라 테르세라 디비시온으로 복귀하기도 했다. 2005-06 시즌에는 원정 다득점에 따라 한 골 차이로 CD 기예르모에게 승격 기회를 내줬다. 이후 2014-15년 시즌 초, 구단주인 플로렌티노 페레스의 유스팀 개편 정책에 따라 2014-15 시즌을 마지막으로 해체되었다.
2022년에 레알 마드리드는 RSC 인테르나시오날 FC와 2022-23 시즌 테르세라 페데라시온부터 인테르나시오날을 레알 마드리드 C팀으로 만드는데 합의하였다. 인테르나시오날은 당해 시즌에 법적 문제를 피하기 위해 레알 마드리드의 독립적인 팀으로 활동하였다. 2023-24 시즌부터는 레알 마드리드 C가 인테르나시오날의 리그 자리를 대신하며 다시 리그에 참가하였다.

## 수상
- 테르세라 디비시온 우승 (5회) : 1984-85, 1990–91, 1991–92, 1998–99, 2005–06
- 코파 데 라 리가 (1회) : 1982-83 (코파 데 라 리가 데 테르세라 디비시온)
- 캄페오나투 데 에스파냐 데 아피시오나도스 (8회) : 1959–60, 1961–62, 1962–63, 1963–64, 1964–65, 1965–66, 1966–67, 1969–70
- 코파 데 코무니다드 (2회) : 2002-03, 2007-08

## 시즌 성적

### 레알 마드리드 아피시오나도스
| 시즌    | 단계 | 리그          | 순위 | 코파 델 레이 |
| ------- | ---- | ------------- | ---- | ------------ |
| 1973–74 | 4    | 1º 프레페렌테 | 6위  | —            |
| 1974–75 | 4    | 1º 프레페렌테 | 8위  | —            |
| 1975–76 | 4    | 1º 프레페렌테 | 13위 | —            |
| 1976–77 | 4    | 1º 프레페렌테 | 9위  | —            |
| 1977–78 | 5    | 1º 프레페렌테 | 3위  | —            |
| 1978–79 | 5    | 1º 프레페렌테 | 4위  | —            |
| 1979–80 | 5    | 1º 프레페렌테 | 8위  | —            |
| 1980–81 | 5    | 1º 프레페렌테 | 2위  | —            |
| 1981–82 | 4    | 3ª            | 7위  | 불참         |

| 시즌    | 단계 | 리그 | 순위 | 코파 델 레이 |
| ------- | ---- | ---- | ---- | ------------ |
| 1982–83 | 4    | 3ª   | 7위  | 불참         |
| 1983–84 | 4    | 3ª   | 2위  | 1R           |
| 1984–85 | 4    | 3ª   | 1위  | 1R           |
| 1985–86 | 4    | 3ª   | 4위  | 1R           |
| 1986–87 | 4    | 3ª   | 8위  | 5R           |
| 1987–88 | 4    | 3ª   | 10위 | 불참         |
| 1988–89 | 4    | 3ª   | 4위  | 불참         |
| 1989–90 | 4    | 3ª   | 5위  | —            |

- 프레페렌테 리그: 8 시즌 참가
- 테르세라 디비시온: 9 시즌 참가

### 레알 마드리드 C
| 시즌      | 단계 | 리그 | 순위 |
| --------- | ---- | ---- | ---- |
| 1990–91   | 4    | 3ª   | 1위  |
| 1991–92   | 4    | 3ª   | 1위  |
| 1992–93   | 4    | 3ª   | 2위  |
| 1993–94   | 3    | 2ªB  | 7위  |
| 1994–95   | 3    | 2ªB  | 13위 |
| 1995–96   | 3    | 2ªB  | 9위  |
| 1996–97   | 3    | 2ªB  | 13위 |
| 1997–98   | 4    | 3ª   | 3위  |
| 1998–99   | 4    | 3ª   | 1위  |
| 1999–2000 | 4    | 3ª   | 2위  |
| 2000–01   | 4    | 3ª   | 4위  |
| 2001–02   | 4    | 3ª   | 11위 |
| 2002–03   | 4    | 3ª   | 6위  |
| 2003–04   | 4    | 3ª   | 14위 |
| 2004–05   | 4    | 3ª   | 11위 |
| 2005–06   | 4    | 3ª   | 1위  |
| 2006–07   | 4    | 3ª   | 6위  |
| 2007–08   | 4    | 3ª   | 9위  |
| 2008–09   | 4    | 3ª   | 8위  |
| 2009–10   | 4    | 3ª   | 6위  |

| 시즌      | 단계 | 리그 | 순위 |
| --------- | ---- | ---- | ---- |
| 2010–11   | 4    | 3ª   | 5위  |
| 2011–12   | 4    | 3ª   | 2위  |
| 2012–13   | 3    | 2ªB  | 5위  |
| 2013–14   | 3    | 2ªB  | 9위  |
| 2014–15   | 4    | 3ª   | 9위  |
| 2015–2023 | 해체 | 해체 | 해체 |
| 2023–24   | 5    | 3ª   |      |

- 세군다 디비시온 B 6 시즌 참가
- 테르세라 디비시온 19시즌 참가
- 테르세라 페데라시온 1시즌 참가

## 선수

### 현역
참고: FIFA 자격 규정에 따라 소속된 국가대표팀 국기를 표시합니다. 선수는 복수의 FIFA 비회원국 국적을 가지고 있을 수 있습니다.
| 번호 | 포지션 | 국적 | 이름           |
| ---- | ------ | ---- | -------------- |
| 11   | MF     |      | 우고 데 라노스 |

| 번호 | 포지션 | 국적 | 이름 |
| ---- | ------ | ---- | ---- |

## 역대 감독
| 감독               | 임기 |
| ------------------ | ---- |
| 미겔 앙헬 포르투갈 | 1997 |

## 인용
1. 1 2  “Real Madrid disbanding C team will have repercussions for development”. 《ESPNFC.com》. 2017년 4월 17일에 확인함.
2. 1 2  “El Real Madrid C ya es un hecho” (스페인어). 마르카. 2022년 7월 1일. 2023년 9월 5일에 확인함.
3. ↑  “Pretemporada 23/24 | El Real Madrid C es una realidad” (스페인어). Madridista Real. 2023년 7월 20일. 2023년 9월 5일에 확인함.